# Hieracium melanomallum
Hieracium melanomallum es una especie de planta con flor del género Hieracium, de la familia Asteraceae, orden Asterales.

## Distribución
Hieracium melanomallum se distribuye por Noruega.

## Taxonomía
Fue descrita científicamente por Dahlst.